# Opération Bosnie-Ouest
Seconde Guerre mondiale
Batailles
- Invasion de l'Albanie
- Guerre italo-grecque
- Invasion de la Yougoslavie
- Opération Châtiment
- Bataille de Grèce
- Opération Abstention
- Bataille de Crète
- Campagne de la mer Noire

L'opération Bosnie-Ouest également connue sous le nom de bataille de Kozara est une opération anti-partisans en Croatie qui eut lieu du 5 juin au 17 juillet 1942
Elle est souvent confondue avec la 3e opération anti-partisans.

## But de l'opération

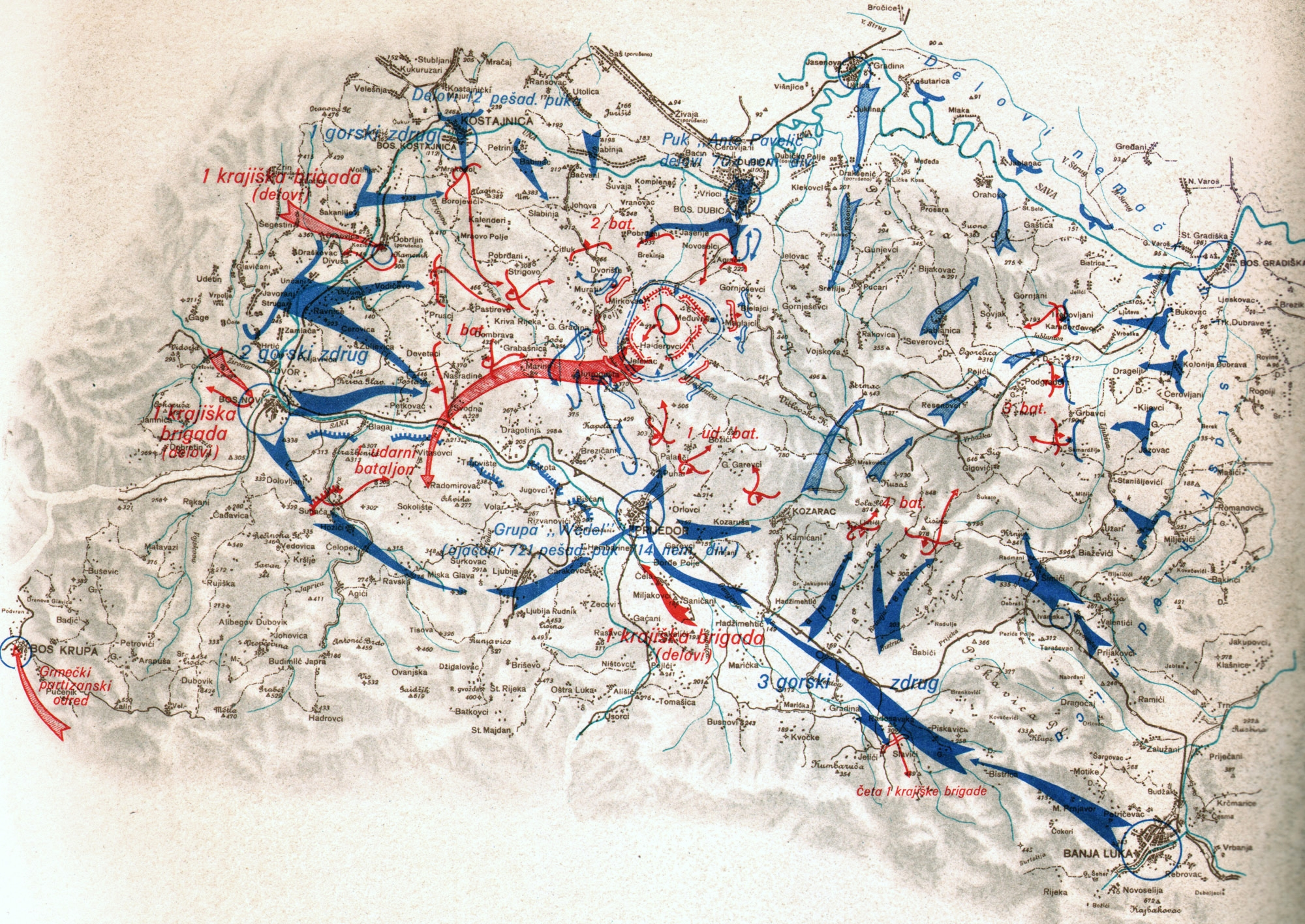
Carte décrivant l'offensive de l'Axe dans la région de Kozara (du 10 juin au 16 juillet 1942).

Destruction des partisans occupant les montagnes de Kozara entre Banja Luka et de Prijedor en Bosnie-Ouest.
| \| Banja Luka Prijedor \| |
| Banja Luka Prijedor       |

## Forces en présence
Forces de l'Axe
 Reich allemand
- 704e division d'infanterie
- 714e division d'infanterie (Éléments)
- 718e division d'infanterie (Éléments)
- Panzer-Abteilung 202[1] (Éléments)
- 924e bataillon Landesschützen (défense territoriale)[2],[3]
- 8e bataillon Landesschützen du génie (construction)[4],[3]
- Panzerzug 23

 Royaume de Hongrie
- Flottille du Danube composée de 
  - 4 cuirassés de rivière[5]
  - 4 Canonnières de rivière,
  - 2 bateaux de rivière cuirassés

 État indépendant de Croatie
- 1re brigade de montagne[6]
- 2e brigade de montagne[6]
- 3e brigade de montagne
- 4e brigade de montagne
- Brigade Banja Luka
- Brigade Petrinja (3 bataillons)
- 1er régiment d'infanterie (Éléments)
- 2e régiment d'infanterie (Éléments)
- 5e régiment d'infanterie (Éléments)
- 10e régiment d'infanterie (Éléments)
- 11e régiment d'infanterie (Éléments)
- 12e régiment d'infanterie (Éléments)
- 1er bataillon d'assaut Domobran (Éléments)
- Bataillons oustachis (Éléments de 8 bataillons)
- Bataillon de volontaires de la région de Sanski Most
- Bataillon de volontaires de la région de Bronzani Majdan
- Bataillon de volontaires de la région de Banja Luka
- Compagnie de volontaires de la région de Suhača
- Bataillon Volksdeutsch Prinz Eugen
- Bataillon Volksdeutsch Ludwig von Baden
- Bataillon de nouvelles recrues (4 bataillons)
- 4 Groupes d'artillerie
- 2 compagnies de génie militaire
- 1 compagnie de génie ferroviaire
- 1 bataillon de gendarmerie
- Groupe aérien composé de 
  - 1 escadron de chasseur
  - 1 escadron de bombardier
  - 1 escadron mixte chasseur et bombardier
- Troupes auxiliaires (groupes de Drenovic et de Marcetic)

Résistance
 Partisans 3 500 combattants environ

- 2e détachement des partisans Krajiški (NOP) (5 bataillons)

## L'opération
Commencée le 5 juin sous le commandement du général  Friedrich Stahl (en), cette opération est l'une des plus grandes, des plus longues et plus sanglantes opération anti-partisans effectuées dans l'État indépendant de Croatie pendant la Seconde Guerre mondiale.
Au printemps de 1942, les partisans yougoslaves du centre et de l'Ouest de la Bosnie libèrent Bosanski Petrovac, Drvar, Glamoc et Prijedor.
Le 20 mai, la 1re brigade d'assaut de Krajina est créée, et le lendemain elle attaque les forces nazies et parvient à capturer plusieurs chars de combat, devenus obsolètes, ainsi que quelques avions démodés. Cette brigade libère ensuite un territoire s'étendant au Sud de la rivière Save et les montagnes de Kozara et Grmeč.
Pendant l'hiver, les partisans infligent de lourdes pertes aux Allemands et à leurs alliés.
Toutefois, malgré ses succès, lors de ces combats les partisans perdent leur commandant en chef, Mladen Stojanovic (en) également connu sous le nom Commandant Mladen, qui est tué par les Tchetniks de Rade Radić en mars 1942.
Les autorités allemandes et oustachies se rendent compte que la ville de Banja Luka et les mines de fer de la région de Ljubija sont mises en danger par les troupes rebelles. Elles décident alors de lancer une offensive pour détruire les troupes des partisans et libérer les mines et villes de leur emprise.
Les Allemands engagent 15 000 soldats et l'État indépendant de Croatie environ 25 000 soldats plus 2 000 soldats tchetniks des groupes Drenovica et Marcetic de Draza Mihailovic et l'armée hongroise qui participe avec 5 navires.
Le groupe de partisans était fort d'environ 3 000 soldats seulement, mais qui pouvait compter sur 60 000 civils qui pouvaient être recrutés sur le territoire libéré.
Après une bataille intensive dans la nuit 3 juillet quelques unités de partisans arrivent à briser le siège, mais le groupe principal à nouveau assiégé la nuit suivante est en grande partie détruit. Seuls quelques centaines de combattants et une partie de la population réussissent à sortir de l'encerclement à travers la montagne Grmeč.
À Siroka Luka environ 500 partisans blessés sont abattus par les troupes nazies. On estime que pendant la bataille, les partisans perdirent environ 1 700 soldats, tandis que les forces de l'Axe en perdaient environ 7 000. Pendant et après la bataille, plusieurs milliers de civils serbes de Kozara sont envoyés dans le camp de concentration de Jasenovac et de Stara Gradiska.
Les 900 partisans qui survécurent fondèrent la 5e Brigade de Krajina (en).
Dans le même temps, le groupe principal de Josip Broz Tito se déplace de l'Est vers l'Ouest de la Bosnie.
Au cours de l'offensive, le 1er détachement de la Krajina et des éléments de la 1re Brigade frontière mènent des attaques dans les régions de Novi Grad et Bosanska Krupa ainsi qu'un certain nombre d'autres attaques afin de soulager la pression sur les troupes encerclées. 
Après l'offensive les troupes de l'Axe ont été retirées, et les zones perdues par la résistance yougoslave ont été réoccupées en septembre 1942 par la brigade prolétarienne.
L'opération Bosnie-Ouest a été considérée comme un succès majeur par les autorités des hauts commandements croate et allemand.
Seul un petit nombre de partisans ont réussi à s'échapper en enterrant leurs armes, puis déguisés en réfugiés civils, il parvinrent à s'infiltrer à travers les lignes ennemies.

## Bilan
À la fin de l'opération le 17 juillet 1942, les forces d'occupation indiquent que 69 Allemands ont été tués et 160 sont blessés ou disparus; 445 oustachis tués, 654 blessés et 498 disparus. Le commandement allemand estime entre 4 310 et 10 704 le nombre de partisans faits prisonniers et tués.

Après la guerre, les partisans indiquèrent qu'il n'y avait eu que 1 700 tués, blessés et disparus parmi le 2e détachement des partisans Krajiški (NOP).
 
L'énorme différence entre les deux réside dans le fait que plusieurs milliers de civils ont été tués parce que les Allemands et les oustachis jugeaient qu'ils apportaient, à tort ou à raison, de l'aide aux partisans yougoslaves. Cette opération a fait environ 75 000 réfugiés civils dans la région de la Kozara, de nombreux villages étant vidés puis brulés ainsi que les récoltes. Les troupes anti-partisans ont commis de nombreuses atrocités et de nombreux pillages. 

68 000 réfugiés ont été conduits dans des camps de transit ou de détention, puis "sélectionnés" soit pour être exécutés immédiatement soit pour en faire de la main-d'œuvre esclave dans le Reich allemand.

Les Oustachis auraient capturé environ 68 000 personnes. Le Mémorial de la bataille de Kozara a recueilli les listes incomplètes de 33 398 civils tués lors de cette opération, mais on ignore toujours le sort de bon nombre de personnes portées disparues.

Environ 25 000 Serbes ont été tués dans l'opération, la plupart du temps dans des camps de concentration.
En 1986, on a découvert que l'ancien président autrichien et ex-secrétaire général des Nations unies Kurt Waldheim  était un ancien officier nazi impliqué dans des crimes de guerre de l'opération Bosnie-Ouest du massif de Kozara. Ces révélations ont suscité l'intérêt des médias et de divers auteurs pour ces évènements historiques : plusieurs ouvrages, traduits en de nombreuses langues, ont depuis été consacrés à ce drame sanglant.

## Filmographie
- le film KOZARA
- Kozara (film)